# موتور عباس بهروزی چاه حسن
موتور عباس بهروزی چاه حسن یک منطقهٔ مسکونی در ایران است که در دهستان جازموریان واقع شده‌است. موتور عباس بهروزی چاه حسن ۸۴ نفر جمعیت دارد.